# کیلارنی، انتاریو
کیلارنی، انتاریو (به انگلیسی: Killarney, Ontario) یک منطقهٔ مسکونی در کانادا است که در بخش سادبری واقع شده‌است. کیلارنی ۳۸۶ نفر جمعیت دارد.